# ジョン・スミス・ド・バーグ (第11代クランリカード伯爵)
第11代クランリカード伯爵ジョン・スミス・ド・バーグ（英語: John Smith de Burgh, 11th Earl of Clanricarde PC (Ire) FRS FSA、1720年11月11日 – 1782年4月21日）は、アイルランド王国の貴族。

## 生涯
第10代クランリカード伯爵マイケル・バークとアン・スミス（Anne Smith、1733年1月1日没、ジョン・スミスの娘）の息子ジョン・スミス・バーク（John Smith Bourke）として、1720年11月11日に生まれた。1726年11月29日に父が死去すると、クランリカード伯爵の爵位を継承した。青年期はウィンチェスター・カレッジで教育を受けた。
1743年1月12日、アイルランド貴族院議員に就任、1752年5月13日に国王の許可を得て姓をド・バーグ（de Burgh）に改めた。
1753年2月8日に王立協会フェローに選出され、同年5月10日にロンドン考古協会フェローに選出された。1761年7月8日にアイルランド枢密院の枢密顧問官に任命されたが、わずか8日後の1761年7月16日に解任された。
1782年4月21日にポータムナ城で死去、アセンライで埋葬された。息子ヘンリーが爵位を継承した。

## 家族
1740年7月1日、ヘスター・アメリア・ヴィンセント（Hester Amelia Vincent、1803年12月29日没、第6代準男爵サー・ヘンリー・ヴィンセントの娘）と結婚、2男2女をもうけた。
- ヘンリー（1743年 – 1797年） - 第12代クランリカード伯爵、初代クランリカード侯爵
- ジョン・トマス（1744年 – 1808年） - 第13代および初代クランリカード伯爵
- ヘスター・アメリア（Hester Amelia） - ウィリアム・トレンチャード（William Trenchard）と結婚
- マーガレット・オーガスタ（Margaret Augusta） - ルーク・ディロン（Luke Dillon）と結婚